# Вест-Наяк (Нью-Йорк)
Вест-Наяк (англ. West Nyack) — переписна місцевість (CDP) в США, в окрузі Рокленд штату Нью-Йорк. Населення — 3649 осіб (2020).

## Географія
Вест-Наяк розташований за координатами 41°5′28″ пн. ш. 73°58′8″ зх. д. / 41.09111° пн. ш. 73.96889° зх. д. (41.091140, -73.968833).  За даними Бюро перепису населення США в 2010 році переписна місцевість мала площу 7,67 км², з яких 7,61 км² — суходіл та 0,05 км² — водойми.

## Демографія
Згідно з переписом 2010 року, у переписній місцевості мешкало 3439 осіб у 1158 домогосподарствах у складі 905 родин. Густота населення становила 448 осіб/км².  Було 1187 помешкань (155/км²).
Расовий склад населення:
| - 82,6 % — білих - 10,2 % — азіатів - 2,7 % — чорних або афроамериканців - 0,1 % — вихідців з тихоокеанських островів - 0,1 % — корінних американців - 2,2 % — осіб інших рас |

До двох чи більше рас належало 2,1 %. Частка іспаномовних становила 9,9 % від усіх жителів.
За віковим діапазоном населення розподілялося таким чином: 24,6 % — особи молодші 18 років, 59,3 % — особи у віці 18—64 років, 16,1 % — особи у віці 65 років та старші. Медіана віку мешканця становила 42,9 року. На 100 осіб жіночої статі у переписній місцевості припадало 96,0 чоловіків;  на 100 жінок у віці від 18 років та старших — 94,6 чоловіків також старших 18 років.
Середній дохід на одне домашнє господарство  становив 144 070 доларів США (медіана — 120 114), а середній дохід на одну сім'ю — 167 726 доларів (медіана — 144 138). Медіана доходів становила 125 227 доларів для чоловіків та 65 417 доларів для жінок. За межею бідності перебувало 2,8 % осіб, у тому числі 7,6 % дітей у віці до 18 років та 0,9 % осіб у віці 65 років та старших.
Цивільне працевлаштоване населення становило 1960 осіб. Основні галузі зайнятості: освіта, охорона здоров'я та соціальна допомога — 36,1 %, будівництво — 10,2 %, науковці, спеціалісти, менеджери — 9,4 %, фінанси, страхування та нерухомість — 8,8 %.